# 大林武司
大林 武司（おおばやし たけし、Takeshi Ohbayashi、1987年1月11日 - ）は、広島県広島市出身。日本のジャズピアニスト・キーボーディスト、作曲家・編曲家。

## 人物
ジャズピアニストとして自身のバンド、プロジェクトでの活動の他、黒田卓也やホセ・ジェイムズ、ネイト・スミス等のバンドメンバーとして世界各地で演奏している。また、2021年からはMISIAのバンドマスターを務めている。
2016年に開催されたジャズピアノの世界大会「ジャクソンビル・ジャズ・ピアノ・コンペティション」において日本人として初の優勝を果たす。
Seiko Summer Jazz Camp等のジャズ教育普及活動にも積極的に参加し、世界各地で後進の育成やジャズ普及活動にも力を注いでいる。

## 来歴
音楽好きの両親の元、2歳でピアノを始め、3歳からヤマハ音楽教室に通い、ピアノとともに作曲も学ぶ。
小学1年生の時、ピアノに加えエレクトーンも習い、小学4年生の時に出場したヤマハ主催の「エレクトーンフェスティバル’96、広島センター大会、広島県西部大会」で金賞を受賞。
高校生の時にジャズに触れ、その後、東京音楽大学へ進学。同校作曲科1回生の時に受講した山下洋輔氏のレッスンを機にジャズに傾倒し、留学を決意。
最高額の奨学金を受給して2007年にアメリカの名門バークリー音楽大学へ入学し、翌年師事していたグラミー賞受賞ドラマーテリ・リン・キャリントンのバンドに加入し、プロ活動を始める。その後オーディションを経てジャズ音楽家育成コースBerklee Global Jazz Institute第一期生に選抜され、世界各地のジャズフェスティバルに出演する傍ら現地ミュージシャンへのマスタークラスを行う。また、在学中に参加したコンペティション「Montreux Jazz Festival Solo Piano Competition 2007」ではセミファイナルに進出。『横濱 JAZZ PROMENADE 2009』では自身のピアノトリオを率いて「ベストプレイヤー賞」「横浜市民賞」「よしだまちアート&ジャズ･タウン賞」を受賞。

### 学生時代以後
- 2011年5月のバークリー音楽大学卒業と同時に拠点をニューヨークに移し、同年発表した1stアルバム『Introducing Takeshi Ohbayashi』はジャズ情報誌WAY OUT WESTの「2011年度BestCD」にノミネートされる。
- 2012年、黒田卓也(Takuya Kuroda), Hailey Niswanger, 寺久保エレナ(Erena Terakubo), Charles Turner IIIのバンドに参加。Blue Note New York, Zinc Barなどのニューヨーク主要ジャズクラブにて演奏活動を開始。
- 2013年には黒田卓也、寺久保エレナをゲストに迎えた2ndアルバム『Feelin' Lucky』を発表。同年、ジャパンツアーも行い全国各地で好評を得る。Darren Barrett, Brianna Thomas, Felix Peilkliのバンドに参加。ボーカリストからの厚い信頼を受け、Smoke Jazz Clubに数多く出演。Charles Turner III QuartetでJazz at Lincoln Centerに初出演。
- 2014年では前年に意気投合したジャズ・ドラマーユリシス・オーエンス・ジュニアとともにNew Century Jazz Quintetを結成し、6月に1stアルバム『Time is Now』を発表。同バンドでは翌年に「第14回東京JAZZ」に出演する等、日米で大きな話題を集めた。同年8月にはJUJUのデビュー10周年記念公演「JUJU JAZZ LIVE 2014 with TAKUYA KURODA QUINTET from NY」に参加[3]。Michela Marino Lerman, Kyle Poole, Lawrence Leathersのバンドに参加。Smalls Jazz ClubのTap Jam Sessionのハウスピアニストとして数多く出演する。Jazz at Lincoln Center DohaでDominick Farinnachバンドの一員として5週間連続公演に出演。また、Takuya Kuroda『Rising Son』ツアーメンバーとしてヨーロッパ、ジャパンリリースツアーに参加。
- 2015年、ホセ・ジェイムズのバンド・メンバーとしてヨーロッパツアーに二度参加し、それ以降2019年までレギュラーメンバーとして中核を担う[4]。Takeshi Ohbayashi TrioでJazz at Lincoln Center Dohaの6週間連続公演、Blues Alley DC, Minton’s Jazz Clubに出演。
- 2016年、黒田卓也をはじめとしたアメリカを本拠に活動するメンバーが集ったバンド、J-Squadが発足し、4月から『報道ステーション』の3代目テーマ曲「Starting Five」を担当した[5][6]。同年5月に開催されたジャズピアノの世界大会「ジャクソンビル・ジャズ・ピアノ・コンペティション」において日本人として初の優勝を果たす[7]。同年6月にはNew Century Jazz Quintetで出場したワシントンDC「第1回DCジャズ・フェスティバル」内のコンペティションで優勝[8]。同年9月、母校である広島音楽高校第66回定期演奏会にソリストとして参加し、広島交響楽団とガーシュイン作曲ピアノ協奏曲ヘ長調を共演。同年11月、自身初のピアノトリオ・フォーマットで収録した3rdアルバム『Manhattan』をSOMETHIN' COOLレーベルから発表。同年12月、広島県の福山市政100周年記念委託作品として作曲を手がけた吹奏楽と琴を取り入れたビッグバンド・ジャズ楽曲に客演で披露。Takeshi Ohbayashi TrioでBlue Note New Yorkに初出演。同年、ホセ・ジェイムズや黒田卓也のワールドツアーに参加し、北米やヨーロッパ、アフリカ、アジア15カ国以上の主要ジャズフェスティバルに出演。
- 2017年1月、ジャズ生誕100周年を迎え開催されたホールコンサート「JAZZ@HALL VOL.2」を含むリリースツアーをニューヨークからレコーディング・メンバーであるネイト・スミス、中村恭士を招聘し行う[9]。同年7月、「フジロックフェスティバル’17」にJ-Squadで出場[10]。野外フェスを含む初のジャパンツアーを成功させた。また、MISIAのツアー「MISIA SUMMER SOUL JAZZ 2017」に参加[11]。Benny Benack III, Alex Claffyのバンドに参加。
- 2018年7月、「フジロックフェスティバル’18」にMISIAのサポートメンバーで出場。同年8月、「ニューポート・ジャズ・フェスティバル」にホセ・ジェイムズのメンバーで出場。同年10月、「ジルジャン」が協賛するコンサートにネイト・スミス + キンフォークのメンバーとして参加[12]。J-Squadの2ndアルバム『J-Squad II』を発表し、11月、12月とジャパンツアーを行った[13]。Hillel Salemのバンドに加入。また、Benny Benack QuartetのJazz At Lincoln Center Shanghai3週間連続公演に参加。
- 2019年5月12日、ニューヨークで開催された「Japan 2019 presents Japan Night」にてMISIAのサポートメンバーとして参加。また、ステージのスペシャルゲストとして迎えられたPUFFYと共演[14]。同年6月、ホセ・ジェイムズのバンドで「アポロ・シアター」に出演。同年8月、自身初のソロ・ピアノ集『SOLO 20s'』を発表。ブルーノート・レコードとブルーノート・ジャズ・クラブが主催する「Blue Note At Sea」にホセ・ジェイムズのバンド・メンバーとして初乗船し、ベン・ウィリアムス、ネイト・スミスと結成した"TBN"のデビューライブが好評を博す。Takeshi Ohbayashi Quintet featuring Takuya Kuroda, Alina EngibaryanとしてJazz at Lincoln Center Shanghaiに3週間連続公演。アーティスティックディレクターのWalter Blandingと共にジャズ普及活動を行う。
- 2020年、「MISIA SOUL JAZZ BIG BAND ORCHESTRA SWEET & TENDER」の全国ツアーに参加。年末、NHK「第71回 NHK紅白歌合戦」の大トリを務めたMISIAで自身初出演。
- 2021年1月、“癒しと祈り”がテーマとしたオリジナル楽曲中心のソロアルバム『Visions In Silence』を発表。52日間に渡るソロライブツアー「全国47都道府県ツアー2021 “470 songs, 1 journey” 」を行い、[15]ツアーファイナルでは「ブルーノート東京」で自身初の単独公演を開催した。同年4月のMISIAのライブツアー「星空のライヴ ACROSS THE UNIVERSE」からMISIAのバンドマスターを務める。同年12月、ブルーノート東京で行われたクリスマスライブでクリス・ハートと共演。
- 2022年5月、小川晋平、中村雄二郎と『Takeshi Ohbayashi Trio Renneisance』を結成し、ブルーノート東京単独公演をはじめジャパンツアーを敢行。同年7月、YouTubeの音楽チャンネル「OPEN MIC by JIM BEAM」にて I Don't Like Mondays.と共演。同年10月、日本武道館を皮切りに始まったMISIAのアリーナツアー「25th Anniversary MISIA THE GREAT HOPE」に参加。ホセ・ジェイムズのレギュラー・メンバーとして共に活動しているベーシスト ベン・ウィリアムス、ドラマー ネイト・スミスとの新たなプロジェクト、"TBN" Trioが始動。12月にジャパンツアーを行う[16]。
- 2023年6月、"TBN" Trio名義での1stアルバム『The Big News』をEight Islands Recordsから発表[17]。同年7月、木嶋真優とのコンサートを「札幌文化芸術劇場 hitaru」「ブルーノート東京」で開催。同年9月、粟谷巧・石若駿との「Trio Standards」、小川晋平・中村雄二郎との「Trio Renaissance」と二つのトリオプロジェクトを記録した、自身初のライブ録音アルバム『Foresight』をLIVE at alfieレーベルから発表。同年11月、MISIAの全国アリーナツアー「MISIA 星空のライヴⅫ Starry Night Fantasy」に参加。[18]

## 音楽活動
リーダーバンド及び主要バンドメンバー
- Takeshi Ohbayashi "Trio Renneisance"
  - 大林武司(ピアノ)、小川晋平(ベース)、中村雄二郎(ドラム)

- "TBN" Trio
  - 大林武司(ピアノ)、ベン・ウィリアムス(ベース)、ネイト・スミス(ドラム)

- New Century Jazz Quintet
  - 大林武司(ピアノ)、ユリシス・オーエンス・ジュニア(ドラム)、中村恭士(ベース)、ベニー・ベナックIII(トランペット)、ティム・グリーン(サックス)

- J-Squad
  - 大林武司(ピアノ・キーボード)、黒田卓也(トランペット)、中村恭士(ベース)、小川慶太(ドラム・パーカッション)、馬場智章(サックス)

### バンドメンバーとして参加
- Alex Claffy
- Benny Benack III
- Brianna Thomas
- Charles Turner III
- Darren Barrett
- Dominick Farinnach
- 寺久保エレナ(Erena Terakubo)
- Felix Peilkli
- Hailey Niswanger
- Hillel Salem
- JUJU
- ホセ・ジェイムズ(José James)
- Kyle Poole
- Lawrence Leathers
- MISIA
- Michela Marino Lerman
- 黒田卓也(Takuya Kuroda)

### これまでに出演した著名ジャズクラブ及びフェスティバル
- A to jazZ Festival - Bulgaria
- Am I Jazz Festival Kiev - Ukraine
- Beantown Jazz Festival - USA
- Billboard Live in Osaka - Japan
- Billboard Live Tokyo - Japan
- Blue Note Jazz Club New York - USA
- Blue Note Jazz Club Tokyo - Japan
- Festival de Jazz de Palencia - Spain
- Granada International Jazz Festival - Spain
- Haidelberg Enjoy Jazz Festival - Germany
- Hanza Jazz Festival - Poland
- Jacksonville Jazz Festival - USA
- Jazz at Lincoln Center - USA
- Jazz at Lincoln Center Doha - Qatar
- Jazz at Lincoln Center Shanghai - China
- The John F. Kennedy Center for the Performing Arts - USA
- Joy of Jazz Festival - South Africa
- London Jazz Festival - England
- Melbourne Jazz Festival - Australia
- Montreal Jazz Festival - Canada
- Nango Jazz Festival - Japan
- Newport Jazz Festival - USA
- Nice Jazz Festival - France
- Northsea Jazz Festival - Holland
- Northside Festival Music, Innovation and Film in Brooklyn - USA
- One Day Jazz Festival - Slovakia
- Saratoga Jazz Festival - USA
- Sapporo City Jazz Festival - Japan
- St Moritz Jazz Festival - Switzerland
- Tampere Jazz Festival - Finland
- Tokyo Jazz - Japan
- The Vienna State Opera House - Austria
- Winter Jazz Festival - USA
- XIX Jazz Festival - Spain
- XXV Festival - Spain
- Über Jazz Festival - Germany

## ディスコグラフィ

### リーダーアルバム
- "Introducing Takeshi Ohbayashi" (2011,自主制作)
- "Feelin' Lucky" (2013,自主制作)
- "Manhattan" (2016,SCOL-1016)
- "Foresight" (2023,AFCD-6006)

### ソロピアノアルバム
- "SOLO 20s" (2019,配信限定)
- "Visions In Silence" (2021)

### "TBN" Trio
- "The Big News" (2023,EIRD-8007)

### 参加バンド

#### New Century Jazz Quintet
- "Time is Now" (2014,SOLNS-0002)
- "Incase You Missed Us" (2015,SOLNS-0003)
- "Arise" (2016,SOLNS-0005)
- "Soul Conversion" (2017,SOLNS-0008)

#### J-Squad
- "J-Squad" (2016,UCCJ-2139)
- "J-Squad Ⅱ" (2018,UCCJ-2158)

## レコーディング参加
- ALI - 『LONELY LONELY』(配信限定)
- Andrei Matorin - "Opus"
- Art Felluca Group - "Inward"
- Beantown Swing Orchestra - "Trolley Song" "A Beantown Christmas"
- Benny Benack III - "A Lot Of Livin' To Do"
- BUMP OF CHICKEN - "SOUVENIR"収録『窓の中から』
- "CAPCOM Monster Hunter:The Jazz"
- "CAPCOM Okami Jazz Arrange"
- Charles Turner - "Dreamers"
- Darren Barrett - "Live and Direct"
- East West Standard Time - "Day Dreaming"
- Felix Peikli - "Royal Flush"
- Hailey Niswanger - "The Keeper"
- 溝口肇(Hajime Mizoguchi) - "Music Book-in the mood for jazz-"
- Hiromi Suda - "Hiromi Suda"
- itellu - "Planets"
- Jonathan Greenstein - "Vol 2"“Vol 3”
- ホセ・ジェイムズ(José James) – "No Beginning No End 2"
- Kaoru Tanaka - "Karma Under The Sun"
- KAT-TUN - "We Just Go Hard feat. AK-69 / EUPHORIA 初回限定盤③"収録『Lily』
- Kenta Dedachi - 『jasmine』(配信限定)
- 石川紅奈(Kurena Ishikawa) - "Kurena"
- Marie Davy - "Double Entente"
- Miwa Wakabayashi - "Espressivo"
- The MCL Quartet - "Modern Rhythmic Usage"
- MISIA - "Misia Soul Jazz Session" "Soul Jazz Best 2020"
- Simon Yu - "Exotic Spaces" "Beginning..."
- 黒田卓也(Takuya Kuroda) - "Six Aces" "Zigzagger" "Fly Moon Die Soon"
- Tomohiro Mori - "Grand Slam" "Uptown Bound"
- Ulysses Owens Jr. Big Band - "Soul Conversations"
- 石垣優(Yu Ishigaki) - 『秋風の吹く頃に』(配信限定)
- さかいゆう(Yu Sakai) - "Yu Are Something"収録『I'm A Sin Loving Man feat.黒田卓也』『Brooklyn Sky feat.黒田卓也』